# Гамма Циркуля
Гамма Циркуля (англ. Gamma Circini, γ Cir), γ Циркуля — звёздная система, расположенная в созвездии Циркуля. Была указана как двойная звезда Гершелем в 1835 году, угловое расстояние между компонентами было оценено в 1 угловую секунду.
Звезда доступна для наблюдения невооружённым глазом, видимая звёздная величина составляет 4,51. По измерению годичного параллакса, равного 7,27 мсд,звезда находится на расстоянии около 450 световых лет от Солнца.
Гамма Циркуля представляет собой широкую двойную систему или, возможно, является тройной звездой. Два видимых компонента вращаются вокруг друг друга  с периодом около 258 лет и эксцентриситетом орбиты 0,931.
 По состоянию на 2014 год видимые компоненты были разделены угловым расстоянием 0,80 угловых секунд, позиционный угол составлял 359°.

Главный компонент (A) представляет собой субгигант спектрального класса B (B5 VI). На основе вписывания звёздных изохрон звёзды были отнесены к классу B5, переменность соответствует Be-звездам  с нечётким максимумом. 
Эффективная температура составляет  15135 K, масса оценивается в 6 масс Солнца. 
Звезда-компаньон (B) представляет собой звезду главной последовательности спектрального класса F (F8 V). Эффективная температура составляет 4786 K.